# 위험한 거래
위험한 거래(Dangerous Touch)는 미국에서 제작된 루 다이아몬드 필립스 감독의 1994년 스릴러 영화이다. 루 다이아몬드 필립스 등이 주연으로 출연하였고 리사 M. 핸슨 등이 제작에 참여하였다. 이 영화는 홈 비디오로 1994년 10월 12월 개봉되었다.

## 출연

### 주연
- 루 다이아몬드 필립스

### 조연
- 케이트 버논
- 로버트 프렌티스
- 빌 알렌
- 그렉 스톤
- 버린다 톨버트

## 제작진
- 공동제작: 커트 보스
- 라인프로듀서: 러셀 D. 마코위츠
- 미술: 존 크렌즈 레인하트 주니어
- 의상: 쉐너 네크트
- 배역: 도나 엑홀트